# 中野村 (大分県)
中野村（なかのむら）は、大分県南海部郡にあった村。現在の佐伯市の一部にあたる。

## 地理
番匠川の上中流域と支流・久留須川の下流域、同宇津々川・小川川の流域一帯に位置していた。

## 歴史
- 1889年（明治26年）4月1日、町村制の施行により、南海部郡笠掛村、風戸村、三股村、宇津々村、波寄村、小川村、小半村が合併して村制施行し、中野村が発足[1][2]。旧村名を継承した笠掛、風戸、三股、宇津々、波寄、小川、小半の7大字を編成[2]。
- 1955年（昭和30年）6月1日、南海部郡因尾村と合併し、本匠村を新設して廃止された[1][2]。

## 産業
- 農業、林業[2]